# Matematiker

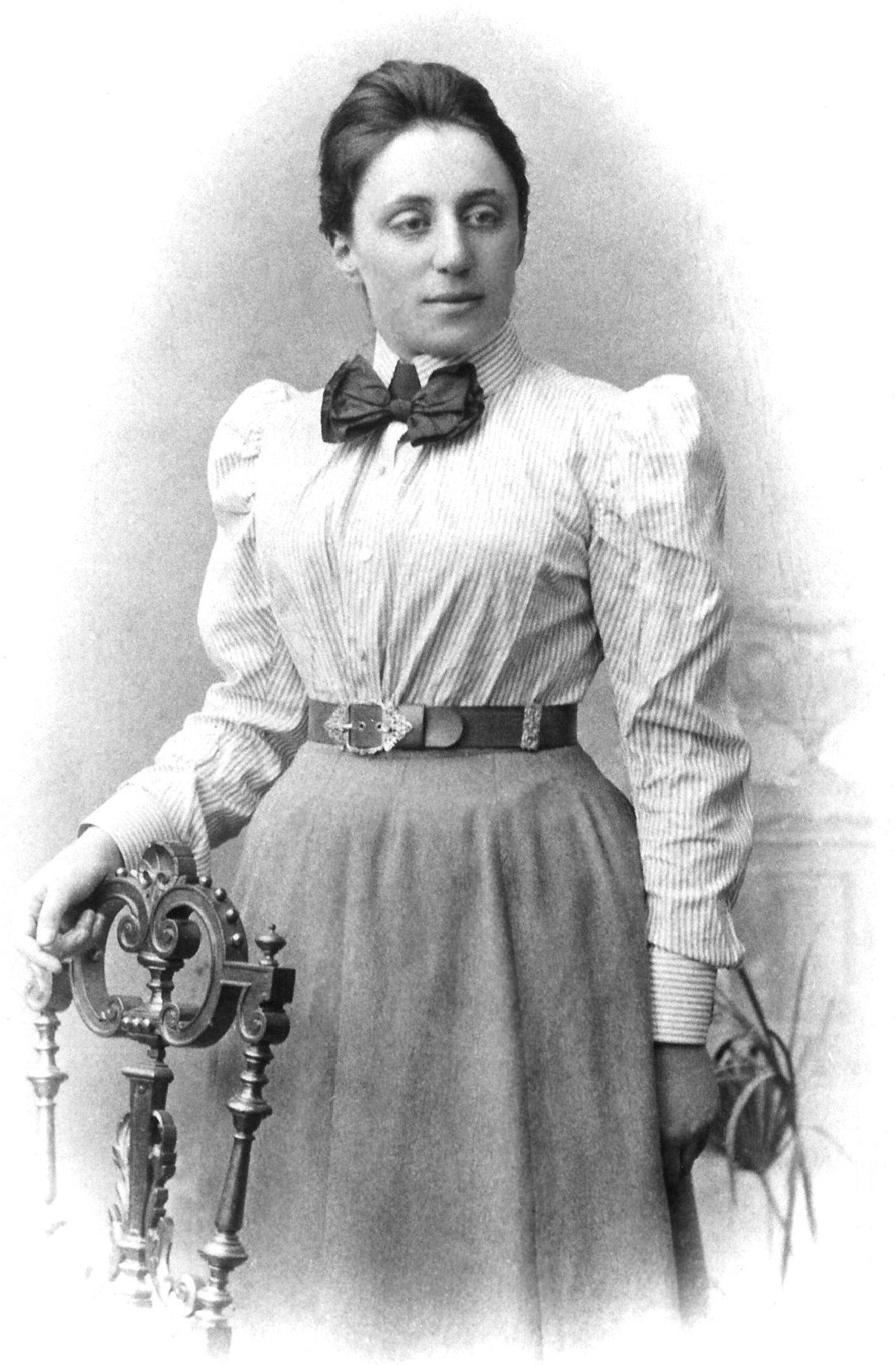
Emmy Noether (1882−1935), tysk matematiker.

En matematiker är en person som gjort viktiga matematiska upptäckter eller på yrkesmässig basis sysslar med matematik, vanligen matematisk forskning, matematisk undervisning eller tillämpad matematik.
Matematiker är ingen skyddad titel, så vem som helst oavsett examen får kalla sig matematiker. Den som är matematiker till yrket har vanligen påbörjat eller genomfört en forskarutbildning vid ett universitet.